# Parotocinclus jumbo
Parotocinclus jumbo ist ein Harnischwels aus der Unterfamilie Hypoptopomatinae der im nordöstlichen Brasilien in den Flüssen Paraiba do Norte, Piranhas, Canhotinho und Salgado in den Bundesstaaten Ceará, Paraíba und Pernambuco vorkommt. Vor ihrer wissenschaftlichen Beschreibung war die Art in der Aquaristik unter der Bezeichnung LDA 25 bekannt, heute wird sie im Aquaristikfachhandel als „Pitbull Pleco“ angeboten.

## Merkmale
Parotocinclus jumbo wird maximal 5,8 cm lang. Die Fische sind marmoriert gezeichnet und in der Lage ihre Grundfarbe zu wechseln. Auf hellen Sandböden können sie fast golden werden, auf Fels oder Pflanzenblätter sind sie eher grau. Die Odontoden an ihrer Schnauzenspitze sind spatelförmig, fast so lang wie breit und an der Spitze abgerundet oder herzförmig. Der Abstand zwischen den Augen ist gering, der Augendurchmesser entspricht dem 0,9 bis 1,4-fachen des Augenabstands. Das Profil von Kopfoberseite und Rücken erhöht sich zunächst stark von der Schnauzenspitze bis zur Augenhöhe und verläuft nach dem Beginn der Rückenflosse fast gerade, parallel zur Körperlängsachse. Der erste Strahl der Brustflossen ist nicht verzweigt und besteht aus einem harten und einem längeren weichen Abschnitt. Um den Anus liegt ein großer ungepanzerter Bereich.
- Flossenformel: Dorsale 8, Anale 6.

Parotocinclus jumbo lebt in flachem Wasser mit geringer Strömung auf Sand und Felsböden.